# 新ポリス・ストーリー
『新ポリス・ストーリー』（しんポリス・ストーリー、原題：重案組、英語題：Crime Story）は、1993年公開のジャッキー・チェン主演の香港映画。

## 概要
邦題では「ポリス・ストーリー」のタイトルを冠しているが、ジャッキーの代表作である「ポリス・ストーリー（警察故事）」シリーズの1本ではなく、1990年に香港で実際に起きた資産家誘拐事件を映画化したノンフィクション・サスペンスである。そのため従来のジャッキー・チェンの映画とは異なり、シリアスに描かれている。
1990年にこの映画の話が持ち上がった時はジェット・リーが主演をする予定（実際にジェットが刑事を演じるスチルが現存している）であったが、後にジャッキー主演に変更された。
映画制作に当たっては警察当局の要請により捜査活動のシーンは大幅に簡略化されている。映画の一部は実際に事件があった現場で撮影された。
この作品ではジャッキー映画おなじみのエンディングでのNGシーンがない。
監督名義はカーク・ウォンだが、実際にはジャッキーとの意見の衝突から解雇されており、解雇後はジャッキーが監督を兼任している。

## ストーリー
香港警察の犯罪捜査担当「重案組」の刑事エディ（ジャッキー・チェン）は任務の上で犯人を射殺し、カウンセリングを受けている。カウンセラー（プア・レンレン）からのアドバイスや休養勧告を無視し、彼は不動産王ウォン・ヤッフェイ（ロー・カーイン）の護衛を任されるが、警察の情報を知り得る何者かによってヤッフェイは誘拐される。エディは自分の能力の限界や仲間の犠牲に苦悩しながら犯人を追っていく。

## キャスト
| 役名                             | 俳優                             | 日本語吹替 | 日本語吹替   | 日本語吹替 |
| 役名                             | 俳優                             | ソフト版   | フジテレビ版 |            |
| -------------------------------- | -------------------------------- | ---------- | ------------ | ---------- |
| エディ・チャン刑事（陳幫辦）     | ジャッキー・チェン（成龍）       | 石丸博也   | 石丸博也     |            |
| ハン・ティエンボ警部（洪定邦）   | ケント・チェン（鄭則仕）         | 池田勝     | 青野武       |            |
| クラリッサ                       | プア・レンレン（潘玲玲）         | 鈴鹿千春   | 日野由利加   |            |
| ウォン・ヤッフェイ（王一飛）     | ロー・カーイン（羅家英）         | 伊藤和晃   | 谷口節       |            |
| ウォン夫人（王一飛妻子）         | オウヤン・プイシャン（歐陽佩珊） | 久保田民絵 | 高島雅羅     |            |
| カカ（嘉嘉）                     | クリスティーン・ン（伍詠薇）     |            |              |            |
| 香港警察本部長（張警司）         | ウィリアム・ダン（段偉倫）       | 牛山茂     |              |            |
| 台北刑事警察局コー部長（柯隊長） | ブラッキー・コー（柯受良）       |            |              |            |
| 犯罪王サイモン（西門町）         | ワン・ファット（尹發）           | 稲葉実     | 小島敏彦     |            |
| ゴン・コーヤン（伍國仁）         | ロー・ワイコン（盧惠光）         | 荒川太郎   |              |            |
| ゴン・コーア（伍國華）           | チュン・ファット（鍾發）         | 田中正彦   |              |            |
| エン・チーシェン                 | ワン・ションラム（尹相林）       |            |              |            |
| ポルトガル（西洋仔）             | 陳德光                           | 長島雄一   |              |            |

- フジテレビ版 - 初放送1995年10月28日 『ゴールデン洋画劇場』

## スタッフ
- 監督：カーク・ウォン
- 脚本：チュン・ティンナム/チャン・マンキョン
- 音楽：ジェームズ・ウォン
- アクション指導：ジャッキー・チェン/ジャッキー・チェンスタントチーム
- 製作総指揮：レナード・ホー
- 製作：チャイ・ラン

## Blu-ray/DVD
ツインよりBlu-ray DiscとDVDが発売。NBCユニバーサルが販売。
- Blu-ray
  - 新ポリス・ストーリー　品番：PBW-300013　発売日：2011年12月9日
- DVD
  - 新ポリス・ストーリー デジタル・リマスター版　　品番：PHNE-300013　発売日：2010年12月17日

※「テレビ吹替を収録しているため、一部字幕になる箇所がある」と記載されているが、実際はフジテレビ版は収録されておらず、ソフト版が収録されている。
その他発売商品
- 寧亞映像有限公司（メディア・アジア・グループ）製造元：メガスター 輸入・販売元：ジェネオン・ユニバーサル（旧：パイオニアLDC）
- デジタル・リマスター版 製造：フォーチューン・スター（香港） 発売元：ジェネオン・ユニバーサル（旧：ユニバーサル・ピクチャーズ・ジャパン）

## その他
本作との関連は一切ないが、本作以前に『新ポリス・ストーリー Pom Pom』（原題：神勇双向炮）という邦題の香港映画が日本でビデオ発売されたことがあった。1984年の作品で、内容は『五福星』などのシリーズの番外編的作品と言えるギャグ満載のものである。